# 無敵な愛
「無敵な愛」（むてきなあい）は、JYONGRIの8thシングル。

## 概要
- テレビ朝日系ドラマ『メイド刑事』の主題歌に起用され、自身初のドラマ主題歌となった。
- また、就活ソングとして書き下ろされた「START」と前作「Maybe Someday」のピアノ弾き語りVer.が収録されている。
- 2009年8月時点、全シングル中で史上最低初動を記録した（3149枚）。

## 収録曲
全作詞・作曲: JYONGRI
1. 無敵な愛
  - 編曲: Russell McNamara/本田優一郎
2. START
  - 編曲: 本田優一郎
3. Maybe Someday -ピアノ弾き語り Ver.-
4. 無敵な愛 (Inntrumental)
5. START (Intrumental)